# 기요스미시라카와역
기요스미시라카와역(일본어: 清澄白河駅, きよすみしらかわえき)은 일본 도쿄도 고토구에 있는 철도역이다.
역 이름은 주변 지명인 기요스미(일본어: 清澄, きよすみ)와 시라카와(일본어: 白河, しらかわ)를 합친 것에 유래했다.

## 승강장

### 도쿄 도 교통국
| 1 | ○ 도영 지하철 오에도 선 | 료고쿠・이다바시 방면                   |
| 2 | ○ 도영 지하철 오에도 선 | 료고쿠・이다바시 방면(일부의 시점 열차) |
| 3 | ○ 도영 지하철 오에도 선 | 다이몬・롯폰기 방면(시점 열차)          |
| 4 | ○ 도영 지하철 오에도 선 | 다이몬・롯폰기 방면                     |

### 도쿄 지하철
| 1 | ○ 한조몬 선 | 오테마치・시부야・주오린칸 방면     |
| 2 | ○ 한조몬 선 | 오시아게・구키・미나미쿠리하시 방면 |

## 역세권 정보
- 스미다강

## 역사
- 2000년 12월 12일: 오에도 선의 역이 영업 개시.
- 2003년 3월 19일: 한조몬 선의 역이 영업 개시, 환승역이 되다.

## 인접역
| 도쿄 메트로 11호선           | 도쿄 메트로 11호선 | 도쿄 메트로 11호선               |
| ---------------------------- | ------------------ | -------------------------------- |
| Z10 스이텐구마에 시부야 방면 | 한조몬 선          | Z12 스미요시 오시아게 방면       |
| 도쿄 도 교통국 지하철 12호선 |                    |                                  |
| E14 모리시타 도초마에 방면   | 오에도 선          | E16 몬젠나카초 히카리가오카 방면 |